# Llista de rius dels Prepirineus

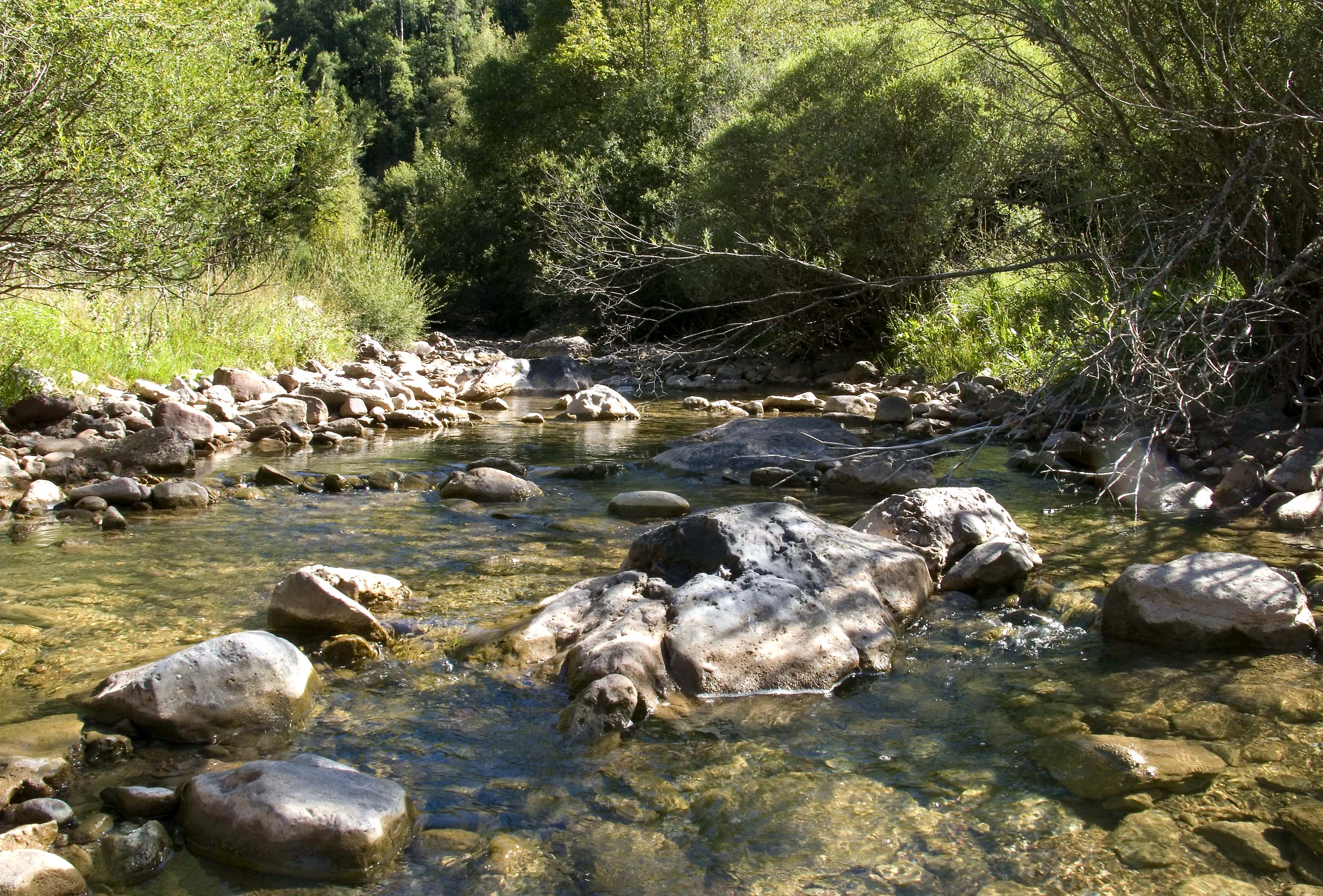
Riu Blanc, Ribagorça

Un riu és un corrent natural d'aigua que flueix amb continuïtat, de cabal variable, que desemboca en un altre riu, en un llac o al mar. Els Prepirineus no són només un conjunt de serres muntanyoses situades paral·lelament a banda i banda dels Pirineus, sinó un conjunt de serres, enmig de les quals hi ha valls, congosts, rius i collades.

## Rius principals
- Aigua d'Ora o Aiguadora, afluent del Cardener.[3]
- Aigua de Valls, afluent del Cardener.[4]
- L'Arija[5]
- Barranc de Carrasquer, afluent del riu Isàvena.
- Ribera Salada.
- Riera de Madrona.
- Riera de Merlès.
- Riu Blanc o barranc d'Espés,[6] afluent del riu Isàvena.
- Cardener, afluent del Llobregat.[7]
- Riu del Coll de Jouet.[8]
  - Aigua de la Corba [9]
- Riu de Gavàs[10]
- Riu Guart, afluent del Noguera Ribagorçana.[11]
- Guatizalema, afluent del Cinca en el Somontano.[12]
- Riu de Queixigar, afluent del riu Guard.[13]
- El Reguer, afluent del Noguera Ribagorçana.[14]
- Riera de Tordell.[15]
- Sosa (riu)
- La Valira de Cornudella, riu que neix al vessant meridional de la serra de Sis, sota el pic d'Amariedo.[16]
  - Barranc d'Iscles.[17]
- Riu Vero, afluent del riu Cinca. Passa pel terme de Santa María de Dulcis[18] i per Barbastre.[19]
- Riu de Vilacarle, afluent del riu Isàvena.[20]